# Quaid-e-Azam Trophy 2016/17
Die Quaid-e-Azam Trophy 2016/17 war die 59. Saison des nationalen First-Class-Cricket-Wettbewerbes in Pakistan. Gewinner war Water and Power Development Authority, die ihre erste Quaid-e-Azam Trophy gewannen.

## Format
Am Wettbewerb nehmen 16 Mannschaften teil, die in zwei Gruppen aufgeteilt wurden und dort jeder gegen jede spielt. Für einen Sieg erhielt ein Team zunächst neun Punkte, jedoch nur wenn es auch das erste Innings gewann. Sollte das nicht der Fall sein gibt es sechs Punkte. Sollte kein Ergebnis erreicht werden und das Spiel in einem Remis enden zählen die Resultate nach dem ersten Innings. Dabei gibt es drei Punkte für einen Sieg, und zwei Punkte für ein Unentschiedens und keinem im Fall einer Niederlage. Einen Bonuspunkt gibt es für Siege mit einem Innings und wenn nach einem Follow-On ein Remis erreicht wird. Die ersten vier einer jeden Gruppe qualifizierten sich für die Super-8-Runde, die ebenfalls in zwei Gruppen ausgetragen wurde. Die beiden Gruppenersten trugen dann im Finale die Quaid-e-Azam Trophy aus.

## Vorrunde

### Gruppe A
Tabelle
Die Tabelle der Saison nahm an ihrem Ende die nachfolgende Gestalt an.
| Teams                    | Sp. | S | N | U | R | WTF | WLF | DWF | DTF | DLF | ND | WI | DF | Punkte | NRR    |
| ------------------------ | --- | - | - | - | - | --- | --- | --- | --- | --- | -- | -- | -- | ------ | ------ |
| WPDA                     | 7   | 4 | 1 | 0 | 0 | 0   | 1   | 1   | 0   | 0   | 0  | 1  | 0  | 46     | +0.218 |
| United Bank Limited      | 7   | 3 | 1 | 0 | 0 | 0   | 0   | 3   | 0   | 0   | 0  | 0  | 0  | 36     | +0.432 |
| Sui Southern Gas Company | 7   | 2 | 0 | 0 | 0 | 0   | 0   | 2   | 0   | 3   | 0  | 2  | 0  | 26     | +0.490 |
| Habib Bank Limited       | 7   | 1 | 2 | 0 | 0 | 0   | 1   | 2   | 0   | 1   | 0  | 0  | 0  | 21     | −0.458 |
| Islamabad                | 7   | 1 | 3 | 0 | 0 | 0   | 1   | 2   | 0   | 0   | 0  | 0  | 0  | 21     | −0.031 |
| Lahore Blues             | 7   | 1 | 3 | 0 | 0 | 0   | 1   | 1   | 0   | 1   | 0  | 0  | 1  | 19     | −0.425 |
| Peshawar                 | 7   | 1 | 2 | 0 | 0 | 0   | 0   | 0   | 0   | 4   | 0  | 0  | 0  | 9      | −0.145 |
| Karachi Blues            | 7   | 0 | 5 | 0 | 0 | 0   | 0   | 0   | 0   | 2   | 0  | 0  | 0  | 0      | −0.146 |

### Gruppe B
Tabelle
Die Tabelle der Saison nahm an ihrem Ende die nachfolgende Gestalt an.
| Teams                           | Sp. | S | N | U | R | WTF | WLF | DWF | DTF | DLF | ND | WI | DF | Punkte | NRR    |
| ------------------------------- | --- | - | - | - | - | --- | --- | --- | --- | --- | -- | -- | -- | ------ | ------ |
| Khan Research Labitories        | 7   | 4 | 0 | 0 | 0 | 0   | 0   | 3   | 0   | 0   | 0  | 0  | 0  | 45     | +0.291 |
| SNGPL                           | 7   | 3 | 2 | 0 | 0 | 0   | 1   | 1   | 0   | 0   | 0  | 0  | 0  | 36     | −0.028 |
| National Bank of Pakistan       | 6   | 2 | 0 | 0 | 0 | 0   | 1   | 1   | 0   | 2   | 0  | 1  | 1  | 29     | +0.279 |
| Karachi Whites                  | 7   | 2 | 2 | 0 | 0 | 0   | 1   | 1   | 0   | 1   | 0  | 0  | 0  | 27     | +0.217 |
| FATA                            | 7   | 2 | 2 | 0 | 0 | 0   | 1   | 0   | 0   | 2   | 0  | 0  | 0  | 24     | −0.246 |
| Rawalpidi                       | 6   | 1 | 4 | 0 | 0 | 0   | 0   | 1   | 0   | 0   | 0  | 0  | 0  | 12     | +0.112 |
| Lahore Whites                   | 7   | 1 | 4 | 0 | 0 | 0   | 0   | 0   | 0   | 2   | 0  | 0  | 0  | 9      | −0.255 |
| Pakistan International Airlines | 7   | 1 | 6 | 0 | 0 | 0   | 0   | 0   | 0   | 0   | 0  | 0  | 0  | 9      | −0.317 |

## Super 8

### Gruppen I
Tabelle
Die Tabelle der Saison nahm an ihrem Ende die nachfolgende Gestalt an.
| Teams                    | Sp. | S | N | U | R | WTF | WLF | DWF | DTF | DLF | ND | WI | DF | Punkte | NRR    |
| ------------------------ | --- | - | - | - | - | --- | --- | --- | --- | --- | -- | -- | -- | ------ | ------ |
| WPDA                     | 3   | 2 | 0 | 0 | 0 | 0   | 0   | 1   | 0   | 0   | 0  | 1  | 0  | 22     | +0.190 |
| Sui Southern Gas Company | 3   | 2 | 0 | 0 | 0 | 0   | 0   | 0   | 0   | 1   | 0  | 1  | 0  | 19     | +0.706 |
| SNGPL                    | 3   | 1 | 2 | 0 | 0 | 0   | 0   | 0   | 0   | 0   | 0  | 0  | 0  | 9      | −0.380 |
| Karachi Whites           | 3   | 0 | 3 | 0 | 0 | 0   | 0   | 0   | 0   | 0   | 0  | 0  | 0  | 0      | −0.670 |

### Gruppen II
Tabelle
Die Tabelle der Saison nahm an ihrem Ende die nachfolgende Gestalt an.
| Teams                     | Sp. | S | N | U | R | WTF | WLF | DWF | DTF | DLF | ND | WI | DF | Punkte | NRR    |
| ------------------------- | --- | - | - | - | - | --- | --- | --- | --- | --- | -- | -- | -- | ------ | ------ |
| Habib Bank Limited        | 3   | 1 | 0 | 0 | 0 | 0   | 1   | 0   | 0   | 0   | 1  | 0  | 0  | 16     | +0.746 |
| United Bank Limited       | 2   | 1 | 0 | 0 | 0 | 0   | 0   | 0   | 0   | 0   | 1  | 0  | 0  | 10     | +0.412 |
| Khan Research Labitories  | 2   | 0 | 1 | 0 | 0 | 0   | 1   | 0   | 0   | 0   | 0  | 0  | 0  | 6      | −0.643 |
| National Bank of Pakistan | 3   | 0 | 3 | 0 | 0 | 0   | 0   | 0   | 0   | 0   | 0  | 0  | 0  | 0      | −0.226 |

## Finale
| 10. – 15. Dezember Scorecard | Karachi | Habib Bank Limited 236 (82.1) & 485-1d (122.5) | – | WPDA 278 (106.3) & 198-3 (111) |
|                              |         | Remis                                          |   |                                |

Water and Power Development Authority gewinnt auf Grund der Führung nach dem ersten Innings.